# Fenarete
Fenarete (in greco Φαιναρέτη?; Atene, 490 a.C. – Atene, V sec. a.C.) è stata una medica ateniese madre del celebre filosofo Socrate e del suo fratellastro Patrocle.

## Biografia
Fenarete nacque probabilmente intorno al 490 a.C. e, nonostante della sua vita non si sappia molto, il suo nome (Φαιναρέτη, che in greco significa "portatrice di virtù") potrebbe indicarne l'appartenenza ad una famiglia aristocratica.
Fenarete, come avrebbe poi riferito suo figlio, sposò il giovane scultore Sofronisco, da cui ebbe nel 470 a.C. il piccolo Socrate, bambino molto timido, umile ed educato.
Dal momento che Sofronisco morì prima del 440 a.C., questi fu probabilmente il primo marito di Fenarete, mentre Ceredemo, padre di Patrocle, fratellastro di Socrate, il secondo.
Ma l'aspetto della vita per cui Fenarete è passata alla storia è il mestiere che svolgeva: la donna era infatti una levatrice (in greco μαῖα, maia), professione dalla quale il figlio Socrate disse di essere stato ispirato per l'invenzione del suo metodo, la maieutica. Nel Teeteto, uno dei celebri Dialoghi del discepolo socratico Platone, infatti, è lo stesso Socrate a paragonare la propria concezione e opera di filosofo al mestiere della madre: il metodo socratico (o "maieutica", appunto) consisteva, infatti nell'aiutare l'interlocutore a "far uscire", come una levatrice con le donne, produrre dei pensieri e delle idee personali, senza alcuna imposizione o convinzione altrui.
Come scrive il filologo classico scozzese John Burnet nell'Ottocento, il ruolo della maia era "solitamente interpretato da donne di buona famiglia", il che conferma la natura aristocratica di nascita di Fenarete.
Per quanto riguarda la storia della filosofia Fenarete è ricordata, più che per precisi meriti personali, per avere ispirato in qualche modo il metodo dialettico del figlio; come evidenzia la sua comparsa nella genealogia dell'immortale "Anfiteo", coprotagonista de Gli acarnesi del commediografo Aristofane, era il "pilastro della famiglia", con la quale condivideva ottimi rapporti di dolcezza e rispetto, nonché una levatrice molto rinomata e stimata in tutta Atene.